# Tobishima
Tobishima (飛島村, Tobishima-mura) est un village du district d'Ama, dans la préfecture d'Aichi, au Japon.

## Géographie

### Situation
Le village de Tobishima est situé dans l'ouest de la préfecture d'Aichi, au bord de la baie d'Ise, au Japon.

### Démographie
Au 31 décembre 2015, sa population s'élevait à 4 436 habitants répartis sur une superficie de 22,42 km2.

## Jumelage
- Rio Vista (Californie) (États-Unis)